# Bathypolypus arcticus
Bathypolypus arcticus is een inktvissensoort uit de familie van de Bathypolypodidae. De wetenschappelijke naam van de soort werd voor het eerst geldig gepubliceerd in 1847 door Prosch als Octopus arcticus.
De soort wordt niet groter dan een golfbal.